# Balkánská kuchyně

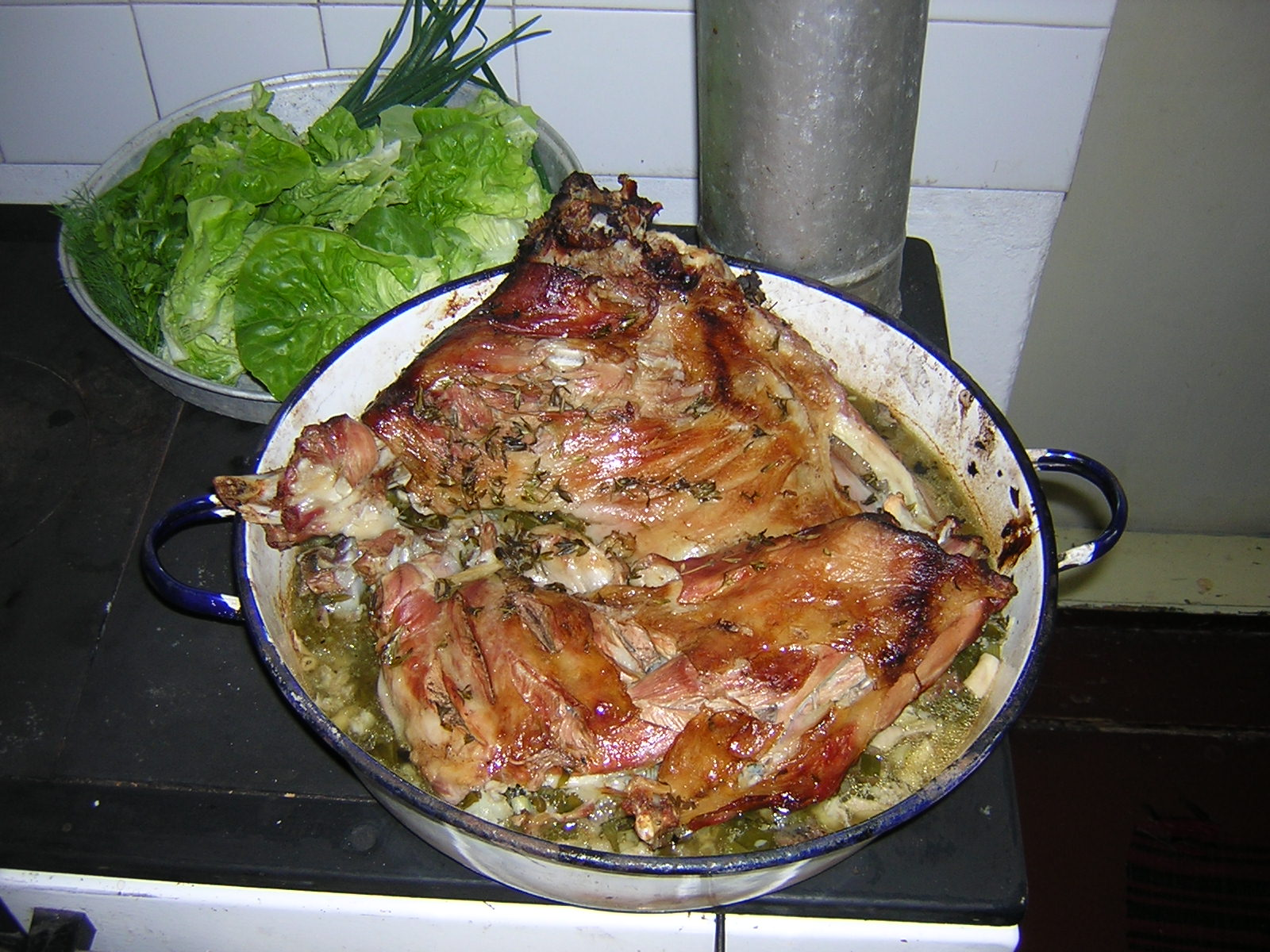
Grilované jehněčí maso

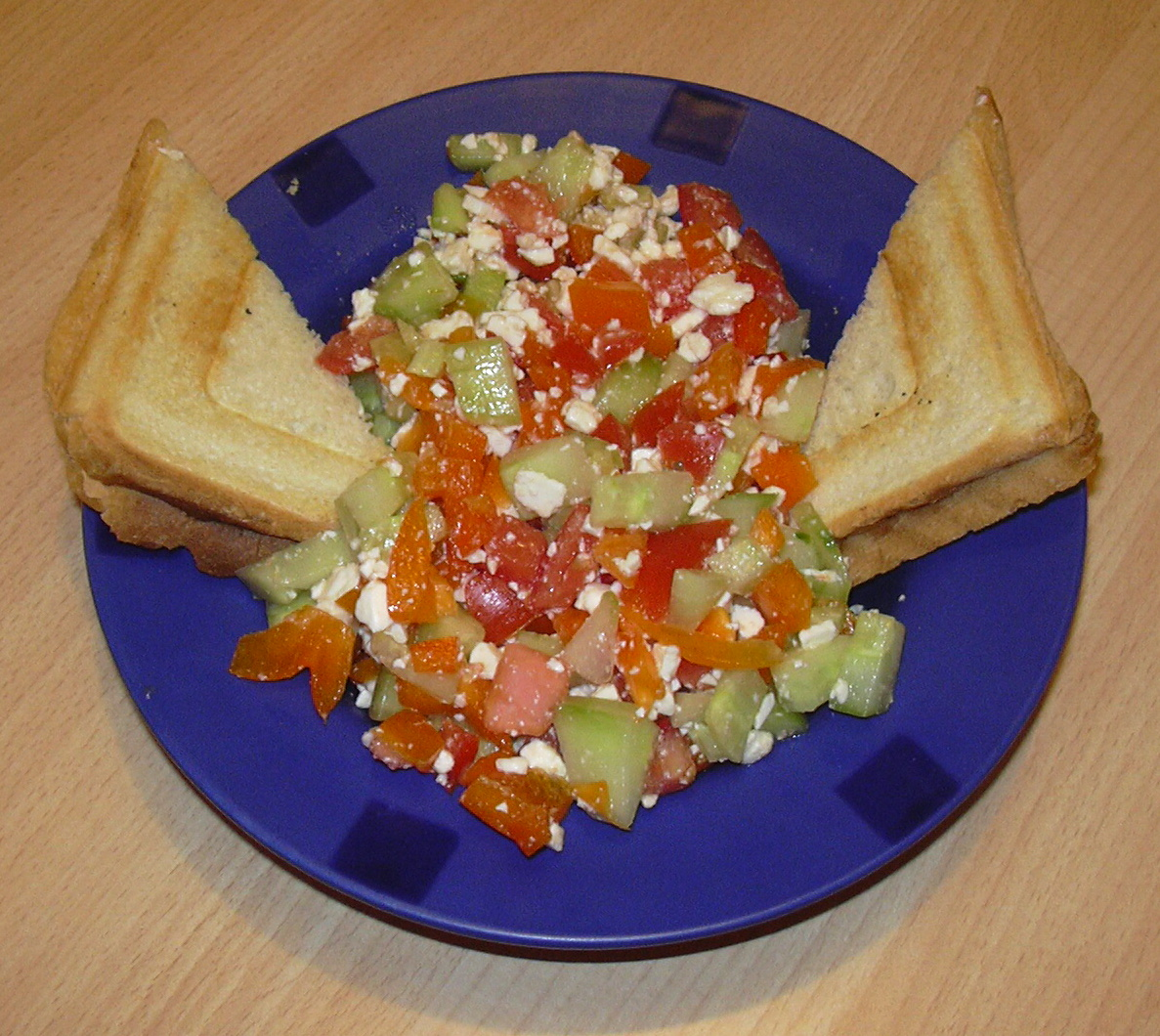
Šopský salát

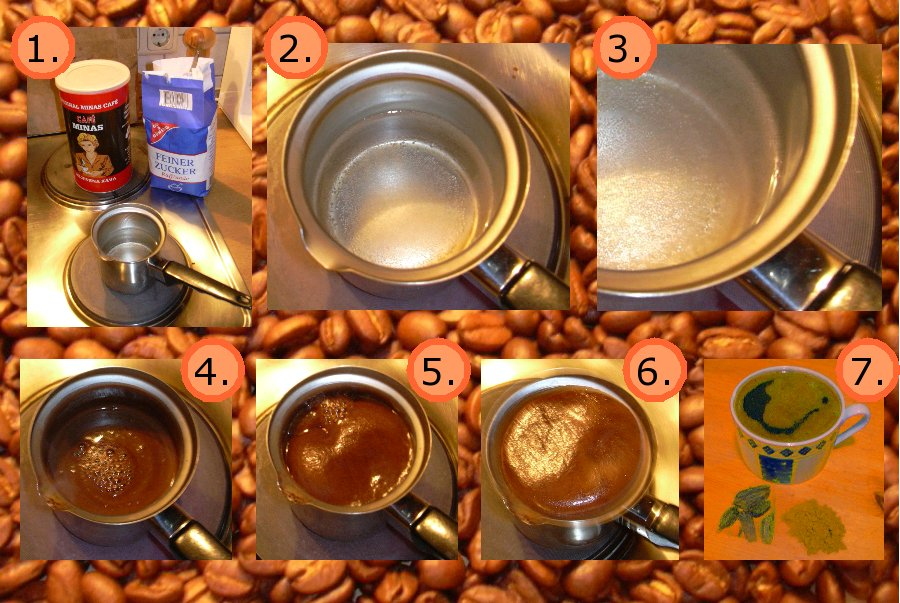
Příprava turecké kávy

Balkánská kuchyně převažuje od Maďarska přes Rumunsko, Bulharsko, dřívější Jugoslávii až po Albánii. Tyto země jsou rozmanité, a proto je rozmanitá i jejich kuchyně. Balkánská kuchyně se vzájemně ovlivňovala s kuchyní italskou, tureckou, maďarskou a rakouskou.
 Tato kuchyně se liší ve vnitrozemí, kde je spíše chudá, a na pobřeží, kde je bohatá. Čím více geograficky na východ, tím je patrnější orientální vliv v kuchyni. Důraz se klade jak na to, co přijde na stůl, tak i na pohostinnost lidí. Pohostinnost a společné stolování u oběda hraje důležitou roli společenské soudržnosti. Pro ohlášené hosty se jídlo připravuje už několik dní předem.

## Jídelníček
Balkánské menu začíná různými předkrmy, které mají povzbudit chuť k jídlu. Jsou to např. olivy, oříšky, Prosciutto (druh syrové šunky), salámy, mazlavé sýry a v oleji nebo octu nakládaná zelenina. Ucelenými předkrmy jsou pasty ze sýra, maso nebo zelenina, pečený lilek, jídla z vajec a nadívané vinné listy. Také polévky jsou pokládané za předkrm a před hlavním jídlem se podává často vývar.
K hlavnímu jídlu se podává často místní ryba, maso či zelenina. Balkánská kuchyně zná mnoho grilovacích receptů, například grilované ražniči a čevapčiči. K tomu se podává salát (v Bulharsku je typický šopský salát) a čerstvý chléb, především v Bosně se tato jídla zapíjí většinou kajmakem, což je druh kyselé smetany. K ragú a jiným minutkám se dávají přílohy jako kukuřice nebo knedlík. Oblíbené jsou také pokrmy z kotlíku. Ty se připravují při různých svátcích a společenských oslavách pro větší skupiny na otevřeném ohni. Vaří se čobanac, podobný guláši, dále srbská fazolová polévka, a také rybí paprikáš (Riblji paprikas) - vývar z dušených kousků ryb (kapra), kterým se zalévá cibulo-paprikový základ připravený na sádle či slanině. K tomu se servírují doma vyrobené nudle.
V Bosně zná každý bosanski lonac, tradiční dušené jídlo z masa a zeleniny. Na závěr se podávají opět sýry a čerstvé ovoce, k tomu sladké drobné pečivo a silná turecká káva, která se připravuje v džezvě.

## Specifika
V balkánské kuchyni se spotřebuje hodně tuků a olejů. V rolnických oblastech se používá sádlo vypečené z husy. Na jihu, na dalmatském pobřeží je zase všudypřítomný olivový olej lisovaný ze středně velkých oliv. Bývá okořeněný paprikou a česnekem.
Ve středozemní oblasti se také používá hodně bylin ke kořenění i kořenné směsi (např. čubrica). Mnoho známých bylin roste divoce podél pobřeží a mají proto intenzivnější chuť a vůni než pěstované doma. Typické pro balkánskou kuchyni jsou majoránka, bazalka, šalvěj, mateřídouška, rozmarýn a kopr. Do pečiva se přidává také sušené ovoce. Rovněž mandle, fíky, rozinky jsou všudypřítomné.

## Seznam jednotlivých kuchyní
- Albánská kuchyně
- Kuchyně Bosny a Hercegoviny
- Bulharská kuchyně
- Černohorská kuchyně
- Chorvatská kuchyně
- Kosovská kuchyně
- Osmanská kuchyně
- Rumunská kuchyně
- Řecká kuchyně
- Kuchyně řecké Makedonie
- Severomakedonská kuchyně
- Slovinská kuchyně
- Srbská kuchyně